# Ernest Jaspar

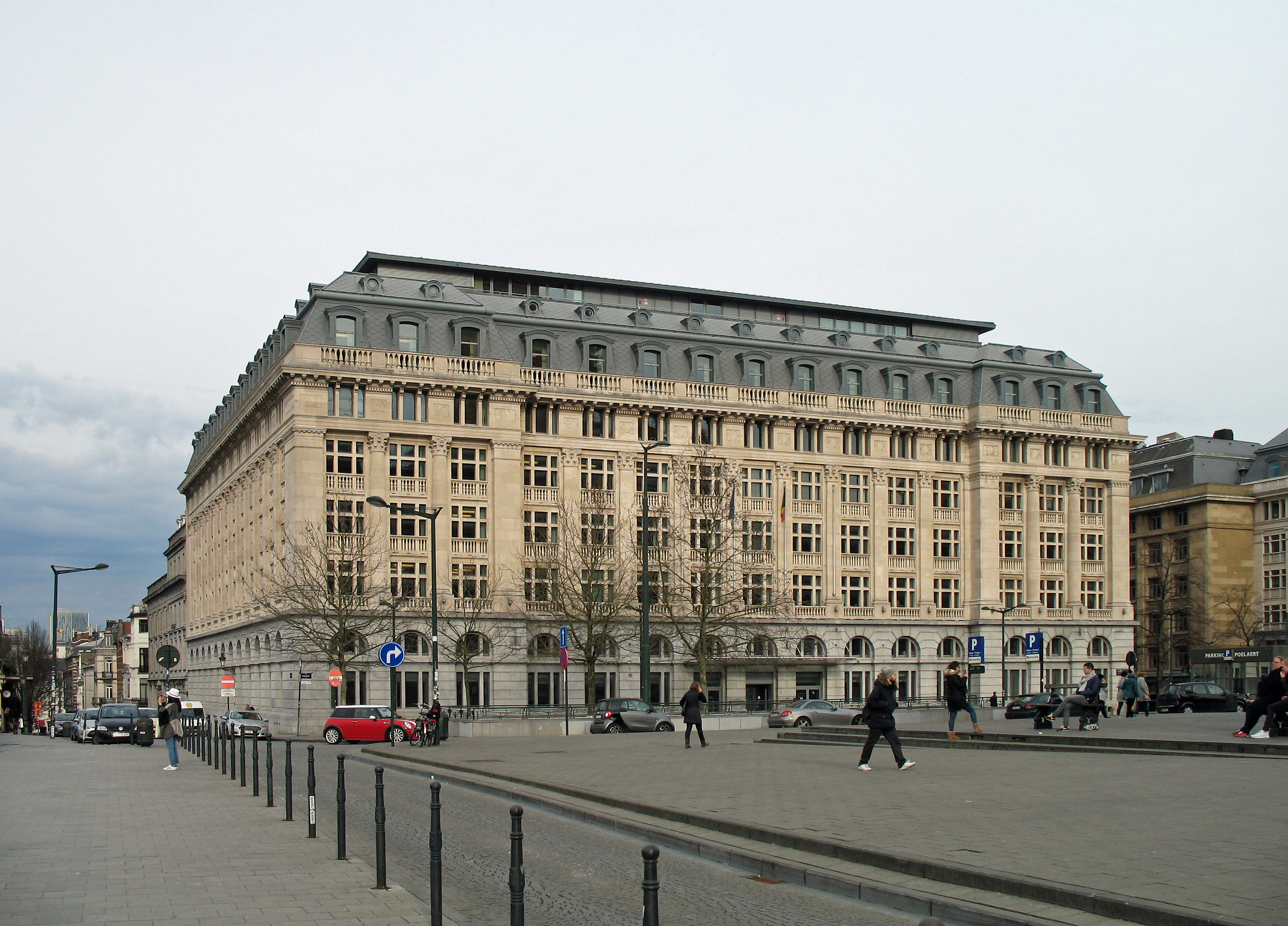
Hotel La Régence, Bruxelles

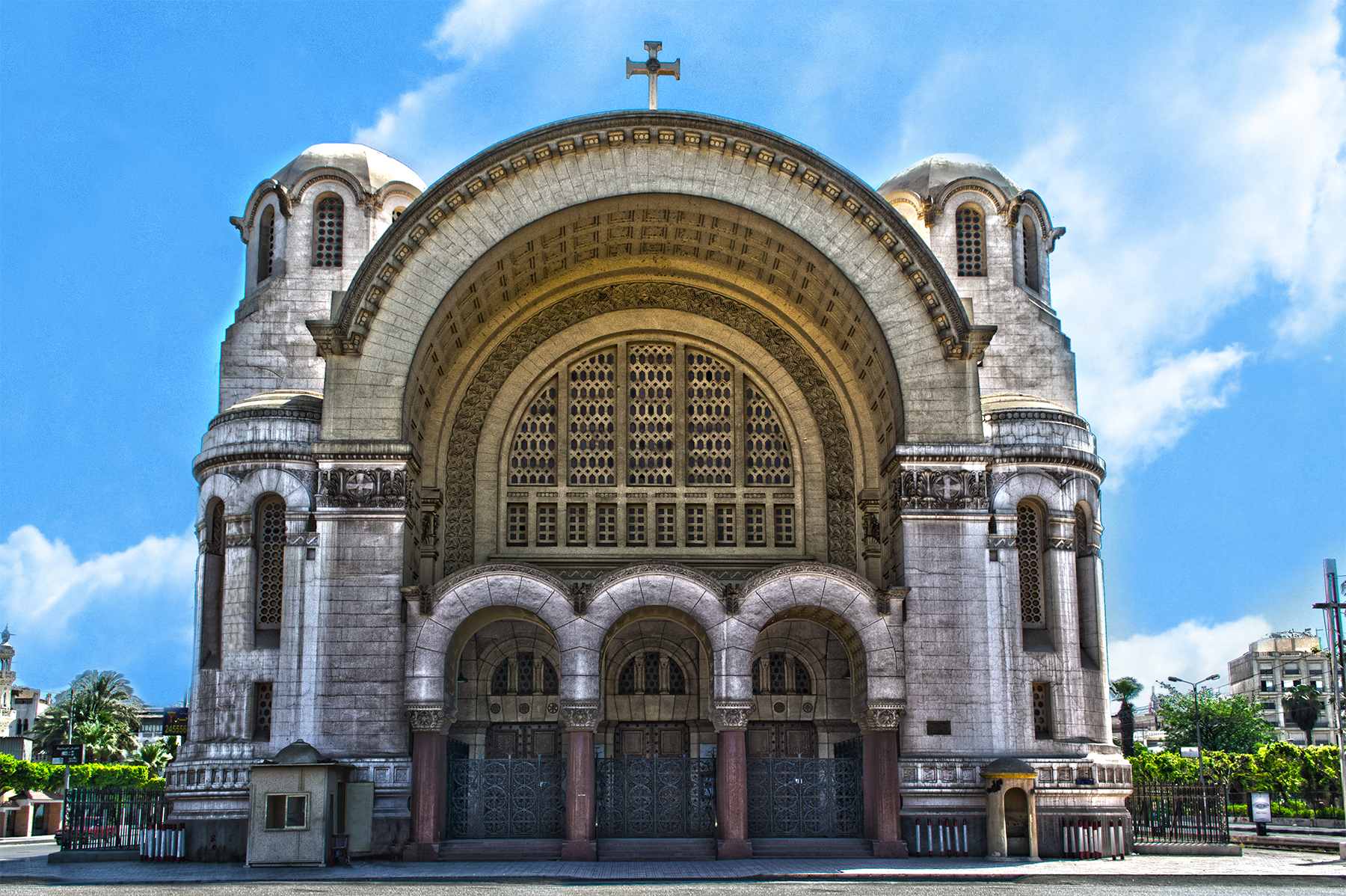
Basilica di Nostra Signora, Heliopolis

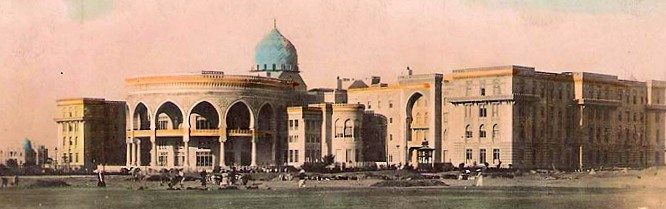
Palazzo di el-Orouba, Heliopolis

Ernest Maximilien Jaspar (Schaerbeek, 5 gennaio 1876 – Bruxelles, 19 agosto 1940) è stato un architetto belga.

## Biografia
Ernest era figlio dell'appaltatore di lavori pubblici Pierre Jaspar e di Elisabeth Haeseleer oltre a essere fratello minore del politico Henri Jaspar. Sposò Marguerite Coopman, figlia del poeta fiammingo Theophiel Coopman, ed ebbero, tra i loro sei figli, il ministro e diplomatico Marcel-Henri Jaspar.
Dal 1906 al 1914 Ernest Jaspar, allora associato all'industriale Edouard Empain, partecipò alla costruzione di una parte significativa della città di Heliopolis, realizzando, in particolare, l'albergo principale e la basilica cattolica di Nostra Signora. 
Ottenne infine una concessione di nobiltà ereditaria e il titolo personale di barone l'11 aprile 1940, pochi giorni prima dell'invasione tedesca e quattro mesi prima della sua morte.

## Progetti
- 1910: Palazzo di el-Orouba, Heliopolis [1]
- 1911: Basilica di Nostra Signora, Heliopolis
- 1920: Pastorie Sint-Margarethaparochie, Zonnebeke [2]
- 1924-1928: Bâtiment A, Bruxelles [3]
- 1928: Hotel La Régence, Bruxelles [4]